# Monedes commemoratives de 2 euros

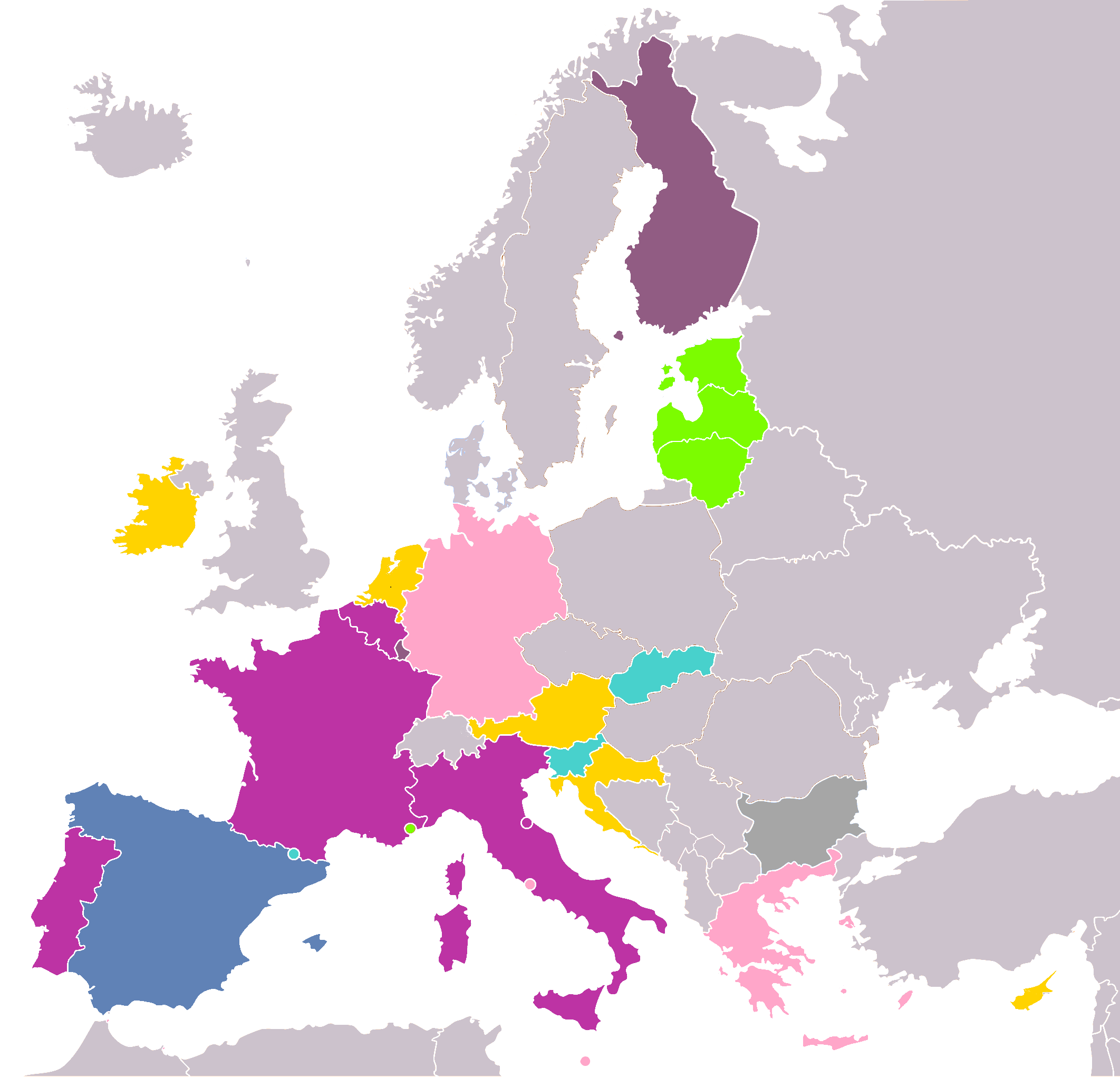
Mapa de colors dels estats de la zona euro per nombre de monedes commemoratives de 2 euros emeses a 27 d'març de 2025
37-40 monedes
25-28 monedes
21-24 monedes
17-20 monedes
13-16 monedes
9-12 monedes
5-8 monedes
1-4 monedes
no formen part de la zona euro

Les monedes commemoratives de dos euros són monedes especials d'euro encunyades pels estats membres de la zona euro des del 2004 com a monedes de curs legal. Aquestes monedes commemoren aniversaris històrics o esdeveniments actuals d'importància per a l'estat.
Els anys 2007, 2009, 2012 i 2015, hi hagué monedes commemoratives comunes de tots els Estats de la Unió Europea, amb lleugers canvis a la cara nacional per indicar el país emissor. A 31 de desembre de 2017 havien estat encunyades un total de 295 monedes commemoratives de dos euros: sis el 2004, vuit el 2005, set el 2006, vint el 2007 (incloent tretze versions de l'emissió conjunta), deu el 2008, vint-i-cinc el 2009 (incloent setze versions de l'emissió), dotze el 2010, setze el 2011, trenta el 2012 (incloent-hi disset versions de l'emissió conjunta), vint-i-tres el 2013, vint-i-sis el 2014, 47 el 2015 (incloent-hi dinou versions de l'emissió conjunta) i 32 tant el 2016 com el 2017. Finlàndia, Itàlia, Luxemburg, San Marino i Ciutat del Vaticà són els únics països que han emès almenys una moneda commemorativa cada any (des de 2004).
El nombre de monedes commemoratives anuals per estat emissor es limita a dos (abans de 2012 a una), a més de les emissions conjuntes realitzades per tots els Estats de la UE (excloent Estats no comunitaris de la zona euro), i la quantitat encunyada en cada número no pot excedir el cinc per cent de la producció total de dues monedes d'euro encunyades per cada estat. Les monedes commemoratives han de complir amb els estàndards de disseny estipulats per a monedes de dos euros comuns, amb limitacions de disseny per garantir la uniformitat.
Aquestes monedes han esdevingut un article numismàtic molt preuat pels col·leccionistes; cal no confondre-les amb les monedes commemoratives de valor facial de més de 2 euros (conegudes oficialment com a «monedes de col·leccionista»), habitualment fetes amb metalls preciosos.

## Regulacions i restriccions
El fonament de les monedes commemoratives es deriva d'una decisió del Consell Europeu, el qual va revocar la prohibició de canviar l'anvers estatal de totes les monedes d'un euro a partir de l'1 de gener del 2004. Això no obstant, encara es conserven un nombre de recomanacions.
La primera restricció és quant al disseny. Les monedes d'euro han de tenir el revers comú a tots els estats membres; només l'anvers pot canviar. Addicionalment, els anversos estàndards tradicionals per se no hauran de canviar-se abans del 2008, llevat que el cap d'estat que hi sigui representat en efígie mori abans d'aquesta data: aquesta clàusula ja es va utilitzar a Mònaco i a la Ciutat del Vaticà, els caps d'estat dels quals, Rainier III i Joan Pau II respectivament, van morir el 2005; així, l'any següent es van canviar els anversos amb les efígies dels nous caps d'estat, Albert II i Benet XVI.
Altres regulacions restringeixen la freqüència i el nombre de monedes commemoratives que es poden encunyar. Cada estat membre només pot encunyar una moneda commemorativa l'any, i només ha de ser la moneda de 2 €. El nombre total d'aquest tipus de moneda en circulació per any no haurà de sobrepassar la més alta de les xifres següents: 
- el 0,1% del nombre total de monedes de 2 € en circulació a tots els estats membres de la zona euro. Aquest límit pot ser excepcionalment incrementat al 2% si la moneda commemora un esdeveniment molt important; en aquest cas l'estat membre que encunyi aquest nombre superior de monedes no podrà encunyar cap altra moneda commemorativa durant els següents quatre anys.
- el 5% del nombre total de monedes de 2 € en circulació a l'estat que encunyi aquesta moneda commemorativa.

Una altra decisió va afegir dues restriccions més quant al disseny de les monedes. L'estat que les emeti ha d'identificar-se clarament sobre l'anvers, bé amb el nom complet de l'estat o bé amb una abreviació identificable (com és el cas d'Itàlia, per exemple, que afegeix l'anagrama format per les sigles RI, les inicials de Repubblica Italiana); però ni el nom de l'estat ni el valor de la moneda hauran de repetir-se a l'anvers, atès que aquesta informació ja apareix al revers.
Aquestes restriccions no són pas retroactives; només s'apliquen als nous dissenys de les monedes de curs legal dels euros dels futurs estats membres de la zona euro i de les monedes commemoratives de 2 € que s'encunyin a partir del 2006.

## Emissions

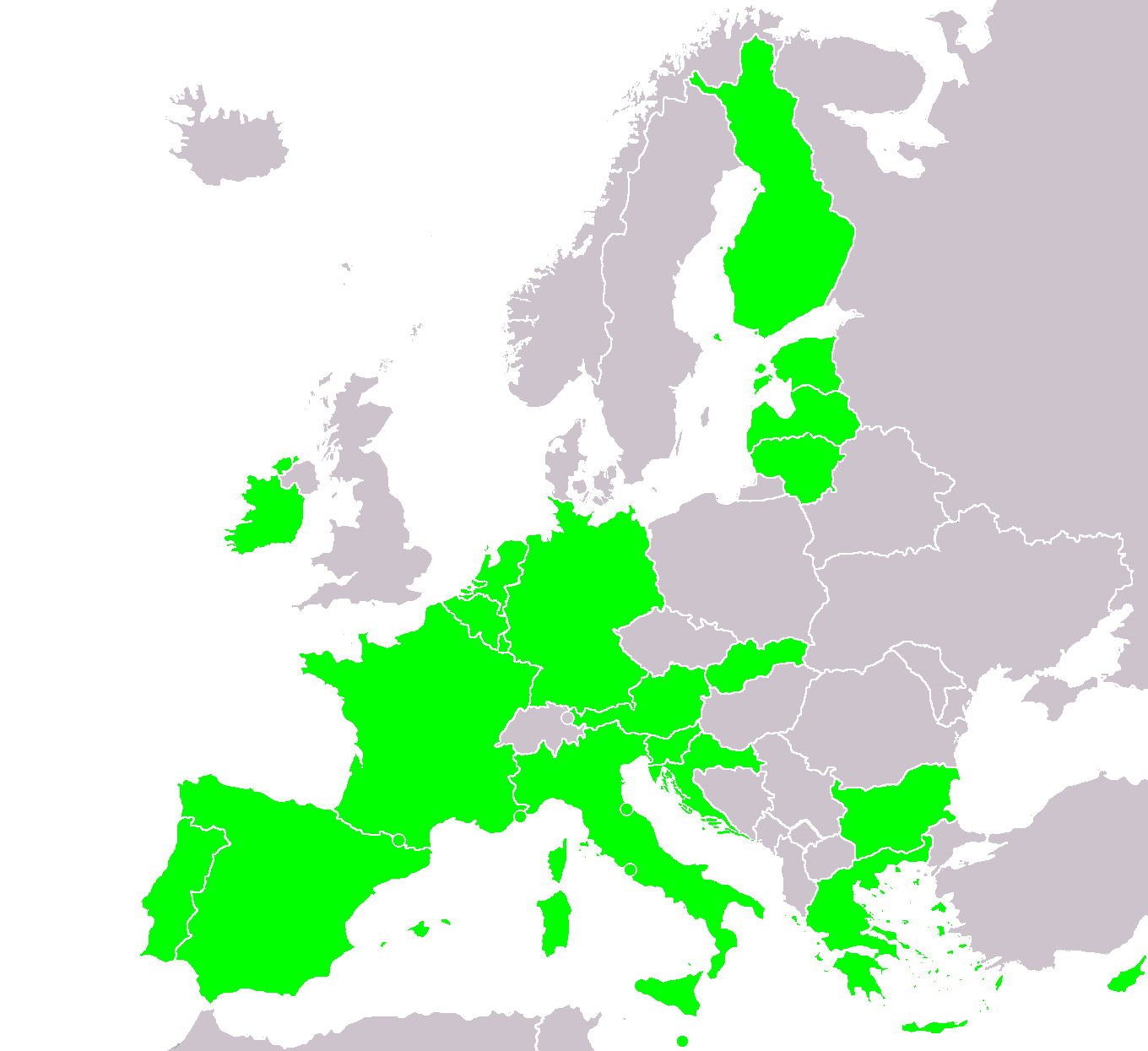
En verd, estats que han emès monedes commemoratives de 2 €. En vermell, estats que encara no n'han emès de manera independent. En gris, estats que no pertanyen a la zona euro

El febrer del 2011, són setze els estats que han emès monedes commemoratives de 2 €: Alemanya (6), Àustria (1), Bèlgica (5), la Ciutat del Vaticà (7), Eslovàquia (2), Eslovènia (2), Espanya (2), Finlàndia (7), França (2), Grècia (2), Itàlia (6), Luxemburg (8), Mònaco (1),, els Països Baixos (1), Portugal (4) i San Marino (7); Grècia fou el primer a encunyar aquest tipus de moneda. Quatre estats de la zona euro encara no n'han encunyat cap de manera independent (Estònia, Irlanda, Malta i Xipre), si bé hi ha hagut dues emissions commemoratives comunes de tots els estats de la zona euro: en record del 50è aniversari de la signatura dels Tractats de Roma el 2007 i del 10è aniversari de la Unió Econòmica i Monetària i el naixement de l'euro el 2009.
El valor de curs legal d'aquestes monedes és menor que el seu valor numismàtic intrínsec, que sovint se situa entre els 3 i els 12 €. Les excepcions en són les emissions de San Marino i del Vaticà, en què les monedes de 2 € del primer estat es venen entre els 30 i els 40 €, mentre que de les vaticanes no se'n pot aconseguir cap per menys de 100 €.
Els dissenys es fan públics al Diari Oficial de la Unió Europea.